# IGI Global
IGI Global (anciennement Idea Group Publishing) est une société d'édition universitaire internationale, spécialisée dans les publications de recherche couvrant les domaines de l'informatique et de la gestion des technologies de l'information,,. Elle a été créée en 1988.

## Vue d'ensemble
L'entreprise est domiciliée à Hershey, Pennsylvanie, États-Unis. Elle publie des livres, des encyclopédies, des revues, et du matériel pédagogique. Elle organise et parraine les conférences internationales de l'Association de gestion des ressources de l'information (IRMA). Elle soutient également une bourse de bibliothécaire universitaire.
IGI Global publie plus de 180 revues académiques. Les titres de livres IGI Global sont indexés dans la Bibliothèque numérique ACM, la Digital Bibliography & Library Project, le Centre d'information sur les ressources éducatives (ERIC) et l'index Thomson Reuters Book Citation Les revues IGI Global sont répertoriées par les annuaires Cabell, Compendex, Inspec, PsycINFO, Scopus et Thomson Reuters.
La société a des accords avec des organisations éducatives comme Eduserv au Royaume-Uni et est reconnue par des organisations telles que le Conseil des bibliothécaires universitaires australiens (CAUL) représentant les bibliothèques universitaires dans toute l'Australie. L'archivage académique des publications n'est pas officiellement soutenu par l'entreprise. IGI Global offre des livres électroniques par le biais de GOBI (Global Online Bibliographic Information). Il a un partenariat avec la bibliothèque numérique saoudienne. L'entreprise utilise la plate-forme Typefi pour sa publication.

## Critique
Quelques chercheurs universitaires ont repéré que cette maison d'édition était considérée comme une write-only publication (publication où l'on écrit mais qu'on ne lit pas) et la classent parmi les rogue book publishers. Le plus souvent de jeunes chercheurs y écrivent un livre ou un chapitre dont le contenu est plutôt pauvre. Ensuite, le livre est publié, voire acquis par une bibliothèque à un prix exorbitant. Le chercheur y trouve son compte car il a un élément de plus dans ses publications,.

## Les références
1. ↑  (en) « Idea Group Publishing », Interaction Design Foundation (consulté le 4 septembre 2016)
2. ↑  (en) « Publisher Profile: IGI Global », Against the Grain, 2012 (DOI 10.7771/2380-176X.6144), p. 25
3. 1 2  (en) « IGI Global », South Africa, WorldWide Information Services (consulté le 3 septembre 2016)
4. 1 2 3  (en) « IGI Global », EBSCO (consulté le 28 août 2016)
5. ↑  (en) « IGI Global », WiLS, 2016 (consulté le 3 septembre 2016)
6. 1 2  (en) « About IGI Global », IGI Global (consulté le 31 août 2016)
7. ↑  (en) Hindsl, « IGI Global Announces 2015 Academic Librarian Scholarship », Charleston Conference, 20 août 2015 (consulté le 28 août 2016)
8. ↑  (en) « IGI Global Journals », IGI Global (consulté le 31 août 2016)
9. ↑  (en) « IGI Global », DBLP Computer Science Bibliography (consulté le 3 septembre 2016)
10. ↑  (en) « IGI Global Databases », INDEST-AICTE Workshop on E-Resources, India, Indian Institute of Technology Delhi, 2010 (consulté le 4 septembre 2016)
11. ↑  (en) « IGI Global eBooks », UK, Eduserv (consulté le 3 septembre 2016)
12. ↑  (en) « Publisher: IGI Global », SHERPA, UK, University of Nottingham, 2016 (consulté le 4 septembre 2016)
13. ↑  (en) « IGI Global Now Offering Direct eBook Fulfillment through GOBI », sur www.ybp.com, YBP (consulté le 4 septembre 2016)
14. ↑  (en) « Saudi Digital Library and IGI Global Renewed Partnership », Saudi Arabia, Naseej (consulté le 4 septembre 2016)
15. ↑  (en) « Customer Case Study: IGI Global », Typefi (consulté le 4 septembre 2016)
16. ↑  (en) Stefan Eriksson et Gert Helgesson, « The false academy: predatory publishing in science and bioethics », Medicine, Health Care and Philosophy, vol. 20, no 2,‎ 1er juin 2017, p. 163–170 (ISSN 1386-7423 et 1572-8633, DOI 10.1007/s11019-016-9740-3, lire en ligne, consulté le 11 octobre 2017)
17. ↑  (en-US) Bogost,  Ian, « Write-only  publication. IGI  Global  and  other vampire   presses », sur Bogost.com, 2008 (consulté le 11 octobre 2017)
18. ↑  Weber-Wulff,  Debora, « Write-only publications », sur Copy Shake Paste, 2007 (consulté le 11 octobre 2017)